# Daniel Meech
Daniel William Meech (* 19. November 1973 in Hastings) ist ein in Deutschland tätiger neuseeländischer Springreiter und Trainer.
Als Trainer unterrichtet er in Deutschland, Neuseeland und Schweden.
In Europa lernte er in den Turnierställen von Paul Schockemöhle und Emile Hendrix. In seiner sportlichen Karriere nahm er an drei Olympischen Spielen teil. Für die Olympischen Spiele 2000 war er Reservereiter für Neuseeland.

## Pferde

### Aktuelle Turnierpferde
- Queen of Dance (* 2003, KWPN, Stute)
- Contino (* 2002, Holsteiner, Wallach)
- Clear Round TH (* 2005, Holsteiner, Hengst)
- Argento (* 2003, Holsteiner, Stute)
- Winston Darco (* 1999, Belgisches Warmblut, Wallach)

### Ehemalige
- Diagonal (* 1994), Westfale, Hengst, 2005 bis 2007 von Gerald Geessink geritten, 2007 bis 2008 von Hermann-Josef Klöpper geritten, seit 2008 von Ann-Christin Klaas geritten

## Erfolge
- Olympische Spiele 1996 in Atlanta mit Future Vision: Einzel Platz 69
- Olympische Spiele 2004 in Athen mit Diagonal: Einzel Platz 12, Mannschaft Platz 11
- Neuseeländischer Meister der Senioren 1995
- Großer Preis von München 1998:  1. Platz
- Großer Preis von Frankfurt/Main 2001: 2. Platz
- Abschluss-Grand Prix Sunshine Tour 2003 (CSI 5*), Vejer de la Frontera: 2. Platz
- Großer Preis von Kuala Lumpur 2004 (CSI 5*-W): 1. Platz mit Diagonal[1]
- Großer Preis von Sundsvall 2006: Platz 1; bester Reiter
- Großer Preis von Falsterbo 2008 (CSIO 5*): 5. Platz mit Sorbas